# Fairfax County
Fairfax County je okres amerického státu Virginie založený v roce 1742. Správním střediskem je město Fairfax. Okres je součástí metropolitní oblasti Washingtonu D.C., na severu a jihovýchodě sousedí se státem Maryland. Okres je pojmenovaný podle Thomase Fairfaxe.